# Estnische Badmintonmeisterschaft 1995
Die Estnische Badmintonmeisterschaft 1995 fand im Februar 1995 in Tallinn statt. Es war die 31. Austragung der Titelkämpfe.

## Medaillengewinner
| Disziplin    | Gold                                                               | Silber                                                           | Bronze                                                         |
| ------------ | ------------------------------------------------------------------ | ---------------------------------------------------------------- | -------------------------------------------------------------- |
| Herreneinzel | Heiki Sorge, Tartu Vanalinna SpK                                   | Einar Veede, Tartu Vanalinna SpK                                 | Kaupo Raid, Tartu Vanalinna SpK                                |
| Herreneinzel | Heiki Sorge, Tartu Vanalinna SpK                                   | Einar Veede, Tartu Vanalinna SpK                                 | Raul Tikk, Tartu Vanalinna SpK                                 |
| Dameneinzel  | Liia Dubkovskaja, Tallinna NSK                                     | Terje Lall, Tartu Vanalinna SpK                                  | Anneli Parts, Tartu Vanalinna SpK                              |
| Dameneinzel  | Liia Dubkovskaja, Tallinna NSK                                     | Terje Lall, Tartu Vanalinna SpK                                  | Kelli Vilu, Tallinna NSK                                       |
| Herrendoppel | Raul Tikk Einar Veede, Tartu Vanalinna SpK                         | Tanel Talts Taimar Talts, SPK Saku Sulg                          | Heiki Sorge Meelis Maiste, Tartu Vanalinna SpK / SPK Saku Sulg |
| Herrendoppel | Raul Tikk Einar Veede, Tartu Vanalinna SpK                         | Tanel Talts Taimar Talts, SPK Saku Sulg                          | Aigar Tõnus Erko Karing, Tallinna NSK                          |
| Damendoppel  | Mari Tomingas Liia Dubkovskaja, Tartu Vanalinna SpK / Tallinna NSK | Katrin Aru Mare Pedanik, Tallinna NSK                            | Piret Kärt Terje Lall, Tartu Vanalinna SpK                     |
| Damendoppel  | Mari Tomingas Liia Dubkovskaja, Tartu Vanalinna SpK / Tallinna NSK | Katrin Aru Mare Pedanik, Tallinna NSK                            | Kelli Vilu Külle Laidmäe, Tallinna NSK                         |
| Mixed        | Raul Tikk Anneli Parts, Tartu Vanalinna SpK                        | Einar Veede Liia Dubkovskaja, Tartu Vanalinna SpK / Tallinna NSK | Heiki Sorge Mari Tomingas, Tartu Vanalinna SpK                 |
| Mixed        | Raul Tikk Anneli Parts, Tartu Vanalinna SpK                        | Einar Veede Liia Dubkovskaja, Tartu Vanalinna SpK / Tallinna NSK | Erko Karing Kelli Vilu, Tallinna NSK                           |